# Estrella de Bessèges 2021
La 51.ª edición de la competición ciclista Estrella de Bessèges (llamado oficialmente: Etoile de Bessèges) fue una carrera de ciclismo en ruta por etapas que se celebró entre el 3 y el 7 de febrero de 2021 en Francia con inicio en la ciudad de Bellegarde y final en la ciudad de Alès, sobre una distancia total de 614 kilómetros.
La carrera formó parte del UCI Europe Tour 2021, calendario ciclístico de los Circuitos Continentales UCI dentro de la categoría 2.1 y fue ganada por el belga Tim Wellens del Lotto Soudal. Completaron el podio, como segundo y tercer clasificado respectivamente, el polaco Michał Kwiatkowski del INEOS Grenadiers y el alemán Nils Politt del Bora-Hansgrohe.

## Equipos participantes
Tomaron parte en la carrera 22 equipos: 11 de categoría UCI WorldTeam invitados por la organización, 8 de categoría UCI ProTeam y 3 de categoría Continental. Formaron así un pelotón de 145 ciclistas de los que acabaron 135. Los equipos participantes fueron:
| WorldTeams (11)- AG2R Citroën Team - Bora-Hansgrohe - Cofidis - EF Education-Nippo - Groupama-FDJ - Israel Start-Up Nation - Ineos Grenadiers - Intermarché-Wanty-Gobert Matériaux - Lotto Soudal - Qhubeka Assos - Trek-Segafredo ProTeams (7)- Alpecin-Fenix - B&B Hotels p/b KTM - Bingoal-WB - Delko - Equipo Kern Pharma - Arkéa-Samsic - Total Direct Énergie Equipos continentales (3)- Cambodia Cycling Academy - Xelliss-Roubaix Lille Métropole - Saint Michel-Auber 93 |
| |

## Recorrido
La Estrella de Bessèges dispuso de cinco etapas dividido en una etapa llana, tres de media montaña, y una contrarreloj individual para un recorrido total de 614 kilómetros.
| Etapa     | Fecha    | Recorrido                               | type                    | Distancia (km) | Ganador            | Líder              |
| --------- | -------- | --------------------------------------- | ----------------------- | -------------- | ------------------ | ------------------ |
| 1.ª etapa | 3 de feb | Bellegarde – Bellegarde                 | etapa llana             | 143,6          | Christophe Laporte | Christophe Laporte |
| 2.ª etapa | 4 de feb | Saint-Geniès-de-Malgoirès – La Calmette | etapa llana             | 153,8          | Timothy Dupont     | Christophe Laporte |
| 3.ª etapa | 5 de feb | Bessèges – Bessèges                     | etapa escarpada         | 156,9          | Tim Wellens        | Tim Wellens        |
| 4.ª etapa | 6 de feb | Rousson – Saint-Siffret                 | etapa escarpada         | 150,2          | Filippo Ganna      | Tim Wellens        |
| 5.ª etapa | 7 de feb | Alès – Alès                             | contrarreloj individual | 10,7           | Filippo Ganna      | Tim Wellens        |

## Desarrollo de la carrera

### 1.ª etapa
| Bellegarde - Bellegarde | etapa llana | (143,6 km) |

| \| Clasificación de la etapa \| Clasificación de la etapa \| Clasificación de la etapa \| Clasificación de la etapa \| Clasificación de la etapa \| \| Ciclista \| Ciclista \| Equipo \| Tiempo \| \| \| ------------------------- \| ------------------------- \| ---------------------------------- \| ------------------------- \| ------------------------- \| \| 1.º \| Christophe Laporte \| Cofidis \| 3 h 14 min 32 s \| \| \| 2.º \| Nacer Bouhanni \| Arkéa-Samsic \| + 0 s \| \| \| 3.º \| Mads Pedersen \| Trek-Segafredo \| + 2 s \| \| \| 4.º \| Giacomo Nizzolo \| Qhubeka Assos \| + 2 s \| \| \| 5.º \| Michał Kwiatkowski \| Ineos Grenadiers \| + 2 s \| \| \| 6.º \| Jordi Meeus \| Bora-Hansgrohe \| + 2 s \| \| \| 7.º \| Bryan Coquard \| B&B Hotels p/b KTM \| + 2 s \| \| \| 8.º \| John Degenkolb \| Lotto-Soudal \| + 2 s \| \| \| 9.º \| Jake Stewart \| Groupama-FDJ \| + 2 s \| \| \| 10.º \| Danny van Poppel \| Intermarché-Wanty-Gobert Matériaux \| + 2 s \| \| |                    |                                    |                 |
| |                    |                                    |                 |
| Fuente: ProCyclingStats |                    |                                    |                 |
| Clasificación de la etapa |                    |                                    |                 |
| Ciclista | Ciclista           | Equipo                             | Tiempo          |
| 1.º | Christophe Laporte | Cofidis                            | 3 h 14 min 32 s |
| 2.º | Nacer Bouhanni     | Arkéa-Samsic                       | + 0 s           |
| 3.º | Mads Pedersen      | Trek-Segafredo                     | + 2 s           |
| 4.º | Giacomo Nizzolo    | Qhubeka Assos                      | + 2 s           |
| 5.º | Michał Kwiatkowski | Ineos Grenadiers                   | + 2 s           |
| 6.º | Jordi Meeus        | Bora-Hansgrohe                     | + 2 s           |
| 7.º | Bryan Coquard      | B&B Hotels p/b KTM                 | + 2 s           |
| 8.º | John Degenkolb     | Lotto-Soudal                       | + 2 s           |
| 9.º | Jake Stewart       | Groupama-FDJ                       | + 2 s           |
| 10.º | Danny van Poppel   | Intermarché-Wanty-Gobert Matériaux | + 2 s           |

| \| Clasificación general \| Clasificación general \| Clasificación general \| Clasificación general \| Clasificación general \| \| Ciclista \| Ciclista \| Equipo \| Tiempo \| \| \| --------------------- \| --------------------- \| ---------------------------------- \| --------------------- \| --------------------- \| \| 1.º \| Christophe Laporte \| Cofidis \| 3 h 14 min 22 s \| \| \| 2.º \| Nacer Bouhanni \| Arkéa-Samsic \| + 4 s \| \| \| 3.º \| Mads Pedersen \| Trek-Segafredo \| + 8 s \| \| \| 4.º \| Giacomo Nizzolo \| Qhubeka Assos \| + 12 s \| \| \| 5.º \| Michał Kwiatkowski \| Ineos Grenadiers \| + 12 s \| \| \| 6.º \| Jordi Meeus \| Bora-Hansgrohe \| + 12 s \| \| \| 7.º \| Bryan Coquard \| B&B Hotels p/b KTM \| + 12 s \| \| \| 8.º \| John Degenkolb \| Lotto-Soudal \| + 12 s \| \| \| 9.º \| Jake Stewart \| Groupama-FDJ \| + 12 s \| \| \| 10.º \| Danny van Poppel \| Intermarché-Wanty-Gobert Matériaux \| + 12 s \| \| |                    |                                    |                 |
| |                    |                                    |                 |
| Fuente: ProCyclingStats |                    |                                    |                 |
| Clasificación general |                    |                                    |                 |
| Ciclista | Ciclista           | Equipo                             | Tiempo          |
| 1.º | Christophe Laporte | Cofidis                            | 3 h 14 min 22 s |
| 2.º | Nacer Bouhanni     | Arkéa-Samsic                       | + 4 s           |
| 3.º | Mads Pedersen      | Trek-Segafredo                     | + 8 s           |
| 4.º | Giacomo Nizzolo    | Qhubeka Assos                      | + 12 s          |
| 5.º | Michał Kwiatkowski | Ineos Grenadiers                   | + 12 s          |
| 6.º | Jordi Meeus        | Bora-Hansgrohe                     | + 12 s          |
| 7.º | Bryan Coquard      | B&B Hotels p/b KTM                 | + 12 s          |
| 8.º | John Degenkolb     | Lotto-Soudal                       | + 12 s          |
| 9.º | Jake Stewart       | Groupama-FDJ                       | + 12 s          |
| 10.º | Danny van Poppel   | Intermarché-Wanty-Gobert Matériaux | + 12 s          |

### 2.ª etapa
| Saint-Geniès-de-Malgoirès - La Calmette | etapa llana | (153,8 km) |

| \| Clasificación de la etapa \| Clasificación de la etapa \| Clasificación de la etapa \| Clasificación de la etapa \| Clasificación de la etapa \| \| Ciclista \| Ciclista \| Equipo \| Tiempo \| \| \| ------------------------- \| ------------------------- \| ------------------------- \| ------------------------- \| ------------------------- \| \| 1.º \| Timothy Dupont \| Bingoal-WB \| 3 h 35 min 15 s \| \| \| 2.º \| Pierre Barbier \| Delko \| + 0 s \| \| \| 3.º \| Giacomo Nizzolo \| Qhubeka Assos \| + 0 s \| \| \| 4.º \| Rudy Barbier \| Israel Start-Up Nation \| + 0 s \| \| \| 5.º \| Christophe Laporte \| Cofidis \| + 0 s \| \| \| 6.º \| Nacer Bouhanni \| Arkéa-Samsic \| + 0 s \| \| \| 7.º \| Marc Sarreau \| AG2R Citroën Team \| + 0 s \| \| \| 8.º \| Gerben Thijssen \| Lotto-Soudal \| + 0 s \| \| \| 9.º \| Silvan Dillier \| Alpecin-Fenix \| + 0 s \| \| \| 10.º \| Edward Theuns \| Trek-Segafredo \| + 0 s \| \| |                    |                        |                 |
| |                    |                        |                 |
| Fuente: ProCyclingStats |                    |                        |                 |
| Clasificación de la etapa |                    |                        |                 |
| Ciclista | Ciclista           | Equipo                 | Tiempo          |
| 1.º | Timothy Dupont     | Bingoal-WB             | 3 h 35 min 15 s |
| 2.º | Pierre Barbier     | Delko                  | + 0 s           |
| 3.º | Giacomo Nizzolo    | Qhubeka Assos          | + 0 s           |
| 4.º | Rudy Barbier       | Israel Start-Up Nation | + 0 s           |
| 5.º | Christophe Laporte | Cofidis                | + 0 s           |
| 6.º | Nacer Bouhanni     | Arkéa-Samsic           | + 0 s           |
| 7.º | Marc Sarreau       | AG2R Citroën Team      | + 0 s           |
| 8.º | Gerben Thijssen    | Lotto-Soudal           | + 0 s           |
| 9.º | Silvan Dillier     | Alpecin-Fenix          | + 0 s           |
| 10.º | Edward Theuns      | Trek-Segafredo         | + 0 s           |

| \| Clasificación general \| Clasificación general \| Clasificación general \| Clasificación general \| Clasificación general \| \| Ciclista \| Ciclista \| Equipo \| Tiempo \| \| \| --------------------- \| --------------------- \| --------------------- \| --------------------- \| --------------------- \| \| 1.º \| Christophe Laporte \| Cofidis \| 6 h 49 min 37 s \| \| \| 2.º \| Timothy Dupont \| Bingoal-WB \| + 2 s \| \| \| 3.º \| Nacer Bouhanni \| Arkéa-Samsic \| + 4 s \| \| \| 4.º \| Pierre Barbier \| Delko \| + 6 s \| \| \| 5.º \| Ludovic Robeet \| Bingoal-WB \| + 7 s \| \| \| 6.º \| Giacomo Nizzolo \| Qhubeka Assos \| + 8 s \| \| \| 7.º \| Mads Pedersen \| Trek-Segafredo \| + 8 s \| \| \| 8.º \| Tony Hurel \| Saint Michel-Auber 93 \| + 9 s \| \| \| 9.º \| Alexandre Delettre \| Delko \| + 11 s \| \| \| 10.º \| Bryan Coquard \| B&B Hotels p/b KTM \| + 12 s \| \| |                    |                       |                 |
| |                    |                       |                 |
| Fuente: ProCyclingStats |                    |                       |                 |
| Clasificación general |                    |                       |                 |
| Ciclista | Ciclista           | Equipo                | Tiempo          |
| 1.º | Christophe Laporte | Cofidis               | 6 h 49 min 37 s |
| 2.º | Timothy Dupont     | Bingoal-WB            | + 2 s           |
| 3.º | Nacer Bouhanni     | Arkéa-Samsic          | + 4 s           |
| 4.º | Pierre Barbier     | Delko                 | + 6 s           |
| 5.º | Ludovic Robeet     | Bingoal-WB            | + 7 s           |
| 6.º | Giacomo Nizzolo    | Qhubeka Assos         | + 8 s           |
| 7.º | Mads Pedersen      | Trek-Segafredo        | + 8 s           |
| 8.º | Tony Hurel         | Saint Michel-Auber 93 | + 9 s           |
| 9.º | Alexandre Delettre | Delko                 | + 11 s          |
| 10.º | Bryan Coquard      | B&B Hotels p/b KTM    | + 12 s          |

### 3.ª etapa
| Bessèges - Bessèges | etapa escarpada | (156,9 km) |

| \| Clasificación de la etapa \| Clasificación de la etapa \| Clasificación de la etapa \| Clasificación de la etapa \| Clasificación de la etapa \| \| Ciclista \| Ciclista \| Equipo \| Tiempo \| \| \| ------------------------- \| ------------------------- \| ------------------------- \| ------------------------- \| ------------------------- \| \| 1.º \| Tim Wellens \| Lotto-Soudal \| 3 h 28 min 02 s \| \| \| 2.º \| Edward Theuns \| Trek-Segafredo \| + 37 s \| \| \| 3.º \| Mads Würtz \| Israel Start-Up Nation \| + 37 s \| \| \| 4.º \| Greg Van Avermaet \| AG2R Citroën Team \| + 37 s \| \| \| 5.º \| Philippe Gilbert \| Lotto-Soudal \| + 37 s \| \| \| 6.º \| Cyril Barthe \| B&B Hotels p/b KTM \| + 37 s \| \| \| 7.º \| Jake Stewart \| Groupama-FDJ \| + 37 s \| \| \| 8.º \| Nils Politt \| Bora-Hansgrohe \| + 37 s \| \| \| 9.º \| Michael Gogl \| Qhubeka Assos \| + 37 s \| \| \| 10.º \| Michał Kwiatkowski \| Ineos Grenadiers \| + 37 s \| \| |                    |                        |                 |
| |                    |                        |                 |
| Fuente: ProCyclingStats |                    |                        |                 |
| Clasificación de la etapa |                    |                        |                 |
| Ciclista | Ciclista           | Equipo                 | Tiempo          |
| 1.º | Tim Wellens        | Lotto-Soudal           | 3 h 28 min 02 s |
| 2.º | Edward Theuns      | Trek-Segafredo         | + 37 s          |
| 3.º | Mads Würtz         | Israel Start-Up Nation | + 37 s          |
| 4.º | Greg Van Avermaet  | AG2R Citroën Team      | + 37 s          |
| 5.º | Philippe Gilbert   | Lotto-Soudal           | + 37 s          |
| 6.º | Cyril Barthe       | B&B Hotels p/b KTM     | + 37 s          |
| 7.º | Jake Stewart       | Groupama-FDJ           | + 37 s          |
| 8.º | Nils Politt        | Bora-Hansgrohe         | + 37 s          |
| 9.º | Michael Gogl       | Qhubeka Assos          | + 37 s          |
| 10.º | Michał Kwiatkowski | Ineos Grenadiers       | + 37 s          |

| \| Clasificación general \| Clasificación general \| Clasificación general \| Clasificación general \| Clasificación general \| \| Ciclista \| Ciclista \| Equipo \| Tiempo \| \| \| --------------------- \| --------------------- \| ---------------------- \| --------------------- \| --------------------- \| \| 1.º \| Tim Wellens \| Lotto-Soudal \| 10 h 17 min 38 s \| \| \| 2.º \| Edward Theuns \| Trek-Segafredo \| + 44 s \| \| \| 3.º \| Mads Würtz \| Israel Start-Up Nation \| + 46 s \| \| \| 4.º \| Michał Kwiatkowski \| Ineos Grenadiers \| + 48 s \| \| \| 5.º \| Philippe Gilbert \| Lotto-Soudal \| + 49 s \| \| \| 6.º \| Jake Stewart \| Groupama-FDJ \| + 50 s \| \| \| 7.º \| Greg Van Avermaet \| AG2R Citroën Team \| + 50 s \| \| \| 8.º \| Michael Gogl \| Qhubeka Assos \| + 50 s \| \| \| 9.º \| Cyril Barthe \| B&B Hotels p/b KTM \| + 50 s \| \| \| 10.º \| Stefano Oldani \| Lotto-Soudal \| + 50 s \| \| |                    |                        |                  |
| |                    |                        |                  |
| Fuente: ProCyclingStats |                    |                        |                  |
| Clasificación general |                    |                        |                  |
| Ciclista | Ciclista           | Equipo                 | Tiempo           |
| 1.º | Tim Wellens        | Lotto-Soudal           | 10 h 17 min 38 s |
| 2.º | Edward Theuns      | Trek-Segafredo         | + 44 s           |
| 3.º | Mads Würtz         | Israel Start-Up Nation | + 46 s           |
| 4.º | Michał Kwiatkowski | Ineos Grenadiers       | + 48 s           |
| 5.º | Philippe Gilbert   | Lotto-Soudal           | + 49 s           |
| 6.º | Jake Stewart       | Groupama-FDJ           | + 50 s           |
| 7.º | Greg Van Avermaet  | AG2R Citroën Team      | + 50 s           |
| 8.º | Michael Gogl       | Qhubeka Assos          | + 50 s           |
| 9.º | Cyril Barthe       | B&B Hotels p/b KTM     | + 50 s           |
| 10.º | Stefano Oldani     | Lotto-Soudal           | + 50 s           |

### 4.ª etapa
| Rousson - Saint-Siffret | etapa escarpada | (150,2 km) |

| \| Clasificación de la etapa \| Clasificación de la etapa \| Clasificación de la etapa \| Clasificación de la etapa \| Clasificación de la etapa \| \| Ciclista \| Ciclista \| Equipo \| Tiempo \| \| \| ------------------------- \| ------------------------- \| ------------------------- \| ------------------------- \| ------------------------- \| \| 1.º \| Filippo Ganna \| Ineos Grenadiers \| 3 h 22 min 57 s \| \| \| 2.º \| Christophe Laporte \| Cofidis \| + 17 s \| \| \| 3.º \| Pascal Ackermann \| Bora-Hansgrohe \| + 17 s \| \| \| 4.º \| Greg Van Avermaet \| AG2R Citroën Team \| + 17 s \| \| \| 5.º \| Milan Menten \| Bingoal-WB \| + 17 s \| \| \| 6.º \| Bryan Coquard \| B&B Hotels p/b KTM \| + 17 s \| \| \| 7.º \| Cyril Barthe \| B&B Hotels p/b KTM \| + 17 s \| \| \| 8.º \| Nils Politt \| Bora-Hansgrohe \| + 17 s \| \| \| 9.º \| August Jensen \| Delko \| + 17 s \| \| \| 10.º \| Mads Würtz \| Israel Start-Up Nation \| + 17 s \| \| |                    |                        |                 |
| |                    |                        |                 |
| Fuente: ProCyclingStats |                    |                        |                 |
| Clasificación de la etapa |                    |                        |                 |
| Ciclista | Ciclista           | Equipo                 | Tiempo          |
| 1.º | Filippo Ganna      | Ineos Grenadiers       | 3 h 22 min 57 s |
| 2.º | Christophe Laporte | Cofidis                | + 17 s          |
| 3.º | Pascal Ackermann   | Bora-Hansgrohe         | + 17 s          |
| 4.º | Greg Van Avermaet  | AG2R Citroën Team      | + 17 s          |
| 5.º | Milan Menten       | Bingoal-WB             | + 17 s          |
| 6.º | Bryan Coquard      | B&B Hotels p/b KTM     | + 17 s          |
| 7.º | Cyril Barthe       | B&B Hotels p/b KTM     | + 17 s          |
| 8.º | Nils Politt        | Bora-Hansgrohe         | + 17 s          |
| 9.º | August Jensen      | Delko                  | + 17 s          |
| 10.º | Mads Würtz         | Israel Start-Up Nation | + 17 s          |

| \| Clasificación general \| Clasificación general \| Clasificación general \| Clasificación general \| Clasificación general \| \| Ciclista \| Ciclista \| Equipo \| Tiempo \| \| \| --------------------- \| --------------------- \| ---------------------------------- \| --------------------- \| --------------------- \| \| 1.º \| Tim Wellens \| Lotto-Soudal \| 13 h 40 min 54 s \| \| \| 2.º \| Edward Theuns \| Trek-Segafredo \| + 44 s \| \| \| 3.º \| Mads Würtz \| Israel Start-Up Nation \| + 46 s \| \| \| 4.º \| Michał Kwiatkowski \| Ineos Grenadiers \| + 48 s \| \| \| 5.º \| Philippe Gilbert \| Lotto-Soudal \| + 49 s \| \| \| 6.º \| Greg Van Avermaet \| AG2R Citroën Team \| + 50 s \| \| \| 7.º \| Jake Stewart \| Groupama-FDJ \| + 50 s \| \| \| 8.º \| Cyril Barthe \| B&B Hotels p/b KTM \| + 50 s \| \| \| 9.º \| Nils Politt \| Bora-Hansgrohe \| + 50 s \| \| \| 10.º \| Odd Christian Eiking \| Intermarché-Wanty-Gobert Matériaux \| + 50 s \| \| |                      |                                    |                  |
| |                      |                                    |                  |
| Fuente: ProCyclingStats |                      |                                    |                  |
| Clasificación general |                      |                                    |                  |
| Ciclista | Ciclista             | Equipo                             | Tiempo           |
| 1.º | Tim Wellens          | Lotto-Soudal                       | 13 h 40 min 54 s |
| 2.º | Edward Theuns        | Trek-Segafredo                     | + 44 s           |
| 3.º | Mads Würtz           | Israel Start-Up Nation             | + 46 s           |
| 4.º | Michał Kwiatkowski   | Ineos Grenadiers                   | + 48 s           |
| 5.º | Philippe Gilbert     | Lotto-Soudal                       | + 49 s           |
| 6.º | Greg Van Avermaet    | AG2R Citroën Team                  | + 50 s           |
| 7.º | Jake Stewart         | Groupama-FDJ                       | + 50 s           |
| 8.º | Cyril Barthe         | B&B Hotels p/b KTM                 | + 50 s           |
| 9.º | Nils Politt          | Bora-Hansgrohe                     | + 50 s           |
| 10.º | Odd Christian Eiking | Intermarché-Wanty-Gobert Matériaux | + 50 s           |

### 5.ª etapa
| Alès - Alès | contrarreloj individual | (10,7 km) |

| \| Clasificación de la etapa \| Clasificación de la etapa \| Clasificación de la etapa \| Clasificación de la etapa \| Clasificación de la etapa \| \| Ciclista \| Ciclista \| Equipo \| Tiempo \| \| \| ------------------------- \| ------------------------- \| ------------------------- \| ------------------------- \| ------------------------- \| \| 1.º \| Filippo Ganna \| Ineos Grenadiers \| 15 min 00 s \| \| \| 2.º \| Benjamin Thomas \| Groupama-FDJ \| + 10 s \| \| \| 3.º \| Ethan Hayter \| Ineos Grenadiers \| + 21 s \| \| \| 4.º \| Tim Wellens \| Lotto-Soudal \| + 29 s \| \| \| 5.º \| Christophe Laporte \| Cofidis \| + 31 s \| \| \| 6.º \| Michał Kwiatkowski \| Ineos Grenadiers \| + 34 s \| \| \| 7.º \| Alberto Bettiol \| EF Education-Nippo \| + 35 s \| \| \| 8.º \| Owain Doull \| Ineos Grenadiers \| + 38 s \| \| \| 9.º \| Nils Politt \| Bora-Hansgrohe \| + 38 s \| \| \| 10.º \| Jake Stewart \| Groupama-FDJ \| + 41 s \| \| |                    |                    |             |
| |                    |                    |             |
| Fuente: ProCyclingStats |                    |                    |             |
| Clasificación de la etapa |                    |                    |             |
| Ciclista | Ciclista           | Equipo             | Tiempo      |
| 1.º | Filippo Ganna      | Ineos Grenadiers   | 15 min 00 s |
| 2.º | Benjamin Thomas    | Groupama-FDJ       | + 10 s      |
| 3.º | Ethan Hayter       | Ineos Grenadiers   | + 21 s      |
| 4.º | Tim Wellens        | Lotto-Soudal       | + 29 s      |
| 5.º | Christophe Laporte | Cofidis            | + 31 s      |
| 6.º | Michał Kwiatkowski | Ineos Grenadiers   | + 34 s      |
| 7.º | Alberto Bettiol    | EF Education-Nippo | + 35 s      |
| 8.º | Owain Doull        | Ineos Grenadiers   | + 38 s      |
| 9.º | Nils Politt        | Bora-Hansgrohe     | + 38 s      |
| 10.º | Jake Stewart       | Groupama-FDJ       | + 41 s      |

## Clasificaciones finales
- Las clasificaciones finalizaron de la siguiente forma:[4]

### Clasificación general
| \| Clasificación general \| Clasificación general \| Clasificación general \| Clasificación general \| Clasificación general \| \| Ciclista \| Ciclista \| Equipo \| Tiempo \| \| \| --------------------- \| --------------------- \| ---------------------------------- \| --------------------- \| --------------------- \| \| 1.º \| Tim Wellens \| Lotto-Soudal \| 13 h 56 min 23 s \| \| \| 2.º \| Michał Kwiatkowski \| Ineos Grenadiers \| + 53 s \| \| \| 3.º \| Nils Politt \| Bora-Hansgrohe \| + 59 s \| \| \| 4.º \| Jake Stewart \| Groupama-FDJ \| + 1 min 02 s \| \| \| 5.º \| Mads Würtz \| Israel Start-Up Nation \| + 1 min 19 s \| \| \| 6.º \| Michael Gogl \| Qhubeka Assos \| + 1 min 24 s \| \| \| 7.º \| Greg Van Avermaet \| AG2R Citroën Team \| + 1 min 25 s \| \| \| 8.º \| Edward Theuns \| Trek-Segafredo \| + 1 min 36 s \| \| \| 9.º \| Clément Carisey \| Delko \| + 1 min 41 s \| \| \| 10.º \| Odd Christian Eiking \| Intermarché-Wanty-Gobert Matériaux \| + 1 min 45 s \| \| |                      |                                    |                  |
| |                      |                                    |                  |
| Fuente: ProCyclingStats |                      |                                    |                  |
| Clasificación general |                      |                                    |                  |
| Ciclista | Ciclista             | Equipo                             | Tiempo           |
| 1.º | Tim Wellens          | Lotto-Soudal                       | 13 h 56 min 23 s |
| 2.º | Michał Kwiatkowski   | Ineos Grenadiers                   | + 53 s           |
| 3.º | Nils Politt          | Bora-Hansgrohe                     | + 59 s           |
| 4.º | Jake Stewart         | Groupama-FDJ                       | + 1 min 02 s     |
| 5.º | Mads Würtz           | Israel Start-Up Nation             | + 1 min 19 s     |
| 6.º | Michael Gogl         | Qhubeka Assos                      | + 1 min 24 s     |
| 7.º | Greg Van Avermaet    | AG2R Citroën Team                  | + 1 min 25 s     |
| 8.º | Edward Theuns        | Trek-Segafredo                     | + 1 min 36 s     |
| 9.º | Clément Carisey      | Delko                              | + 1 min 41 s     |
| 10.º | Odd Christian Eiking | Intermarché-Wanty-Gobert Matériaux | + 1 min 45 s     |

### Clasificación de la montaña
| Clasificación de la montaña | Clasificación de la montaña | Clasificación de la montaña | Clasificación de la montaña | Clasificación de la montaña |
| Ciclista                    | Ciclista                    | Equipo                      | Puntos                      |                             |
| --------------------------- | --------------------------- | --------------------------- | --------------------------- | --------------------------- |
| 1.º                         | Alexandre Delettre          | Delko                       | 28 pts                      |                             |
| 2.º                         | Ludovic Robeet              | Bingoal-WB                  | 18 pts                      |                             |
| 3.º                         | Tim Wellens                 | Lotto-Soudal                | 14 pts                      |                             |
| 4.º                         | Michał Kwiatkowski          | Ineos Grenadiers            | 10 pts                      |                             |
| 5.º                         | Ethan Hayter                | Ineos Grenadiers            | 10 pts                      |                             |
| 6.º                         | Filippo Ganna               | Ineos Grenadiers            | 10 pts                      |                             |
| 7.º                         | Alexys Brunel               | Groupama-FDJ                | 8 pts                       |                             |
| 8.º                         | Rigoberto Urán              | EF Education-Nippo          | 8 pts                       |                             |
| 9.º                         | Anthony Perez               | Cofidis                     | 8 pts                       |                             |
| 10.º                        | Vojtěch Řepa                | Equipo Kern Pharma          | 8 pts                       |                             |

### Clasificación de los puntos
| Clasificación por puntos | Clasificación por puntos | Clasificación por puntos | Clasificación por puntos | Clasificación por puntos |
| Ciclista                 | Ciclista                 | Equipo                   | Puntos                   |                          |
| ------------------------ | ------------------------ | ------------------------ | ------------------------ | ------------------------ |
| 1.º                      | Christophe Laporte       | Cofidis                  | 69 pts                   |                          |
| 2.º                      | Filippo Ganna            | Ineos Grenadiers         | 56 pts                   |                          |
| 3.º                      | Tim Wellens              | Lotto-Soudal             | 49 pts                   |                          |
| 4.º                      | Michał Kwiatkowski       | Ineos Grenadiers         | 32 pts                   |                          |
| 5.º                      | Edward Theuns            | Trek-Segafredo           | 31 pts                   |                          |
| 6.º                      | Giacomo Nizzolo          | Qhubeka Assos            | 31 pts                   |                          |
| 7.º                      | Nacer Bouhanni           | Arkéa-Samsic             | 30 pts                   |                          |
| 8.º                      | Greg Van Avermaet        | AG2R Citroën Team        | 29 pts                   |                          |
| 9.º                      | Timothy Dupont           | Bingoal-WB               | 25 pts                   |                          |
| 10.º                     | Mads Würtz               | Israel Start-Up Nation   | 24 pts                   |                          |

### Clasificación de los jóvenes
| Clasificación del mejor joven | Clasificación del mejor joven | Clasificación del mejor joven | Clasificación del mejor joven | Clasificación del mejor joven |
| Ciclista                      | Ciclista                      | Equipo                        | Tiempo                        |                               |
| ----------------------------- | ----------------------------- | ----------------------------- | ----------------------------- | ----------------------------- |
| 1.º                           | Jake Stewart                  | Groupama-FDJ                  | 13 h 57 min 25 s              |                               |
| 2.º                           | Stefano Oldani                | Lotto-Soudal                  | + 1 min 26 s                  |                               |
| 3.º                           | Roger Adrià                   | Equipo Kern Pharma            | + 2 min 46 s                  |                               |
| 4.º                           | Alexys Brunel                 | Groupama-FDJ                  | + 3 min 09 s                  |                               |
| 5.º                           | Raúl García Pierna            | Equipo Kern Pharma            | + 3 min 43 s                  |                               |
| 6.º                           | Tobias Bayer                  | Alpecin-Fenix                 | + 4 min 02 s                  |                               |
| 7.º                           | Brent Van Moer                | Lotto-Soudal                  | + 4 min 43 s                  |                               |
| 8.º                           | Andreas Kron                  | Lotto-Soudal                  | + 4 min 53 s                  |                               |
| 9.º                           | Matis Louvel                  | Arkéa-Samsic                  | + 5 min 43 s                  |                               |
| 10.º                          | Mattias Skjelmose             | Trek-Segafredo                | + 10 min 39 s                 |                               |

### Clasificación por equipos
| Clasificación por equipos | Clasificación por equipos | Clasificación por equipos | Clasificación por equipos |
| Equipo                    | Equipo                    | Tiempo                    |                           |
| ------------------------- | ------------------------- | ------------------------- | ------------------------- |
| 1.º                       | Lotto Soudal              | 41 h 53 min 02 s          |                           |
| 2.º                       | Ineos Grenadiers          | + 57 s                    |                           |
| 3.º                       | Groupama-FDJ              | + 4 min 41 s              |                           |
| 4.º                       | Equipo Kern Pharma        | + 5 min 45 s              |                           |
| 5.º                       | Bora-Hansgrohe            | + 5 min 56 s              |                           |
| 6.º                       | Trek-Segafredo            | + 6 min 16 s              |                           |
| 7.º                       | AG2R Citroën Team         | + 6 min 34 s              |                           |
| 8.º                       | Israel Start-Up Nation    | + 6 min 45 s              |                           |
| 9.º                       | Qhubeka Assos             | + 6 min 49 s              |                           |
| 10.º                      | B&B Hotels p/b KTM        | + 6 min 55 s              |                           |

## Evolución de las clasificaciones
| Etapa                   | Vencedor                | Clasificación general | Clasificación de la montaña | Clasificación de los puntos | Clasificación de los jóvenes | Clasificación por equipos |
| ----------------------- | ----------------------- | --------------------- | --------------------------- | --------------------------- | ---------------------------- | ------------------------- |
| 1.ª                     | Christophe Laporte      | Christophe Laporte    | Alexandere Delettre         | Christophe Laporte          | Jordi Meeus                  | Arkéa Samsic              |
| 2.ª                     | Timothy Dupont          | Christophe Laporte    | Alexandere Delettre         | Christophe Laporte          | Jake Stewart                 | Arkéa Samsic              |
| 3.ª                     | Tim Wellens             | Tim Wellens           | Alexandere Delettre         | Christophe Laporte          | Jake Stewart                 | Lotto Soudal              |
| 4.ª                     | Filippo Ganna           | Tim Wellens           | Alexandere Delettre         | Christophe Laporte          | Jake Stewart                 | Lotto Soudal              |
| 5.ª                     | Filippo Ganna           | Tim Wellens           | Alexandere Delettre         | Christophe Laporte          | Jake Stewart                 | Lotto Soudal              |
| Clasificaciones finales | Clasificaciones finales | Tim Wellens           | Alexandere Delettre         | Christophe Laporte          | Jake Stewart                 | Lotto Soudal              |

## Ciclistas participantes y posiciones finales
Convenciones:
- AB-N: Abandono en la etapa "N"
- FLT-N: Retiro por arribo fuera del límite de tiempo en la etapa "N"
- NTS-N: No tomó la salida para la etapa "N"
- DES-N: Descalificado o expulsado en la etapa "N"

## UCI World Ranking
La Estrella de Bessèges otorgó puntos para el UCI World Ranking para corredores de los equipos en las categorías UCI WorldTeam, UCI ProTeam y Continental. Las siguientes tablas son el baremo de puntuación y los 10 corredores que obtuvieron más puntos:
| Posición              | 1.º | 2.º | 3.º | 4.º | 5.º | 6.º | 7.º | 8.º | 9.º | 10.º | 11.º | 12.º | 13.º-15.º | 16.º-25.º |
| Clasificación general | 125 | 85  | 70  | 60  | 50  | 40  | 35  | 30  | 25  | 20   | 15   | 10   | 5         | 3         |
| Por etapa             | 14  | 5   | 3   |     |     |     |     |     |     |      |      |      |           |           |
| Líder                 | 3   |     |     |     |     |     |     |     |     |      |      |      |           |           |

| Clasificación |                    |                            |         |       |       |       |
| Posición      | Ciclista           | Equipo                     | General | Etapa | Líder | Total |
| ------------- | ------------------ | -------------------------- | ------- | ----- | ----- | ----- |
| 1.º           | Tim Wellens        | Lotto Soudal               | 125     | 14    | 6     | 145   |
| 2.º           | Michał Kwiatkowski | INEOS Grenadiers           | 85      | -     | -     | 85    |
| 3.º           | Nils Politt        | Bora-Hansgrohe             | 70      | -     | -     | 70    |
| 4.º           | Jake Stewart       | Groupama-FDJ               | 60      | -     | -     | 60    |
| 5.º           | Mads Würtz         | Israel Start-Up Nation     | 50      | 3     | -     | 53    |
| 6.º           | Michael Gogl       | Qhubeka ASSOS              | 40      | -     | -     | 40    |
| 7.º           | Greg Van Avermaet  | AG2R Citroën               | 35      | -     | -     | 35    |
| 8.º           | Edward Theuns      | Trek-Segafredo             | 30      | 5     | -     | 35    |
| 9.º           | Filippo Ganna      | INEOS Grenadiers           | 5       | 28    | -     | 33    |
| 10.º          | Christophe Laporte | Cofidis, Solutions Crédits | 3       | 19    | 6     | 28    |